# 夜汽車 (映画)
『夜汽車』（よぎしゃ）は宮尾登美子の短編小説。また同作の他、宮尾作品のいくつかを基に製作された1987年公開の日本映画。東映京都撮影所製作、東映配給。
『鬼龍院花子の生涯』『陽暉楼』『櫂』に次ぐ宮尾文学4度目の映画化。
十朱幸代、秋吉久美子、白都真理、新藤恵美、速水典子の五人の女優が乳房露出の激しい濡れ場を披露し、"女の競艶映画"として話題を呼んだ。
天涯孤独の姉妹が高知で再会。男に愛されることで命を燃やす姉、男を想うことで心を焦がす妹が一人の男を巡って起こす激しい愛憎劇を描く。

## キャスト
- 岡崎露子：十朱幸代
- 岡崎里子：秋吉久美子
- むら咲の蔦江：萬田久子
- 花勇：白都真理
- お辰：新藤恵美
- 牡丹：速水典子
- 政代：水野久美
- 撃剣の浜田：内田勝正
- 竜王山：荒勢
- 小龍：須藤正裕
- 捨吉：丹波義隆
- ジャガラの敬：片桐竜次
- 筆の山：大前均
- 霧子の父：浜田晃
- 吉村：永井秀和
- 坂本：浜田寅彦
- 神田：今井健二
- 山本勢津：松村康世
- 鮫島：阿藤海
- 佐藤病院院長：山本清
- 梵天の信次：小林稔侍
- 百鬼勇之助：遠藤太津朗
- 田村伊三郎：丹波哲郎
- 溝上昇：津川雅彦
- 田村征彦：萩原健一

## スタッフ
- 監督：山下耕作
- 企画:日下部五朗、奈村協
- 原作:宮尾登美子
- 脚本:松田寛夫、長田紀生
- 撮影:木村大作
- 美術:井川徳道、秋好泰海
- 音楽:津島利章
- 音楽演奏:クロード・チアリ
- 録音:平井清重
- 照明:増田悦章
- 編集:玉木濬夫
- 助監督:土橋亨
- スチール:中山健司

## 製作
東映が映画化した宮尾登美子原作による『鬼龍院花子の生涯』『陽暉楼』『櫂』は、全て五社英雄監督だったが、岡田茂東映社長が「マンネリになってはいかんし、思い切って監督を代えて降旗康男君でやる。そのかわり、五社君は吉原に強いから『吉原炎上』を撮らせる。このテの女性路線は年に一本か二本、大事に扱って温存してゆく。アダルト狙いじゃ、相当強烈なものをやらなかったら当たらない」などと話し、監督を交代させた。監督は降旗ではなく山下耕作になった。

### 脚本
原作が短編のため、脚色段階でそこから膨らませて物語を構築したが、宮尾登美子が自身が描いた人物像と食い違いがあるとクレームを付けた。結局、「シナリオは非常に良く出来ている」と宮尾が納得し了解を得た。

### 撮影記録
1986年8月27日、東映太秦映画村にてクランクイン。
自衛隊舞鶴病院で診療所のシーンの撮影が行われた。

### 製作費
直接製作費2億9,000万円。間接費を合わせ合計6億円。

## 興行
ドラゴンボールをメインとしたゲゲゲの鬼太郎、キン肉マンと合わせた東映まんがまつりに続く、1987年正月第二弾として一本立てロードショー。東映洋画系の正月作品は『紳士同盟』/『ボクの女に手を出すな』。岡田社長は「吉永小百合くんの東宝『映画女優』との勝負になるが、是非成功させたい。アダルト映画を興行的に成功させるのはなかなか大変な時代だが、一発長打を期待したい」と話した。　
　 

## 作品の評価

### 興行成績
東映内部では「脚本も演出も役者も全部いい」などと、作品はよく仕上がっていると評されたが、『鬼龍院花子の生涯』のような派手さがなく、小品で興行は厳しいのではという見方をされた。日下部五朗は「試写を観た岡田社長が涙し、『ケッサクタンジョウ！』と私に電報を打って来たが、お客は入らなかった」と話している。鈴木常承東映営業部長は「1986年秋のアダルト三番組としてセットでプロモーションを展開した『化身』『道』『極道の妻たち』が予想以上の大ヒットを記録した勢いのまま、まんがまつりと合わせて健闘し『スケバン刑事』まで勢いを繋げた」と評している。

### 批評家評
いま一つ。

### 受賞歴
- 第11回日本アカデミー賞[10]
  - 最優秀主演男優賞（津川雅彦、『マルサの女』と合わせて）
  - 優秀助演女優賞（秋吉久美子）
- 第42回毎日映画コンクール
  - 女優主演賞（十朱幸代）